# Anja og Viktor - Brændende kærlighed
Anja og Viktor – Brændende kærlighed er en dansk familiefilm fra 2007, instrueret af Niels Nørløv Hansen og med manuskript af Søren Frellesen. Filmen var den bedst sælgende danske film i 2007.

## Handling
Viktor har fundet sit drømmejob som brandmand - Anja laver fortsat kun kaffe på reklamebureauet, selvom hun er super dygtig. Men så får Anja sit livs chance på reklamebureauet. Viktor lover at tage barselsorlov, men det er ikke let både at være en god mand, en god far og stadig en af gutterne, især ikke når man er brandmand. Så han må på mandekursus for at få styr på sin manddom, og Anja finder ud af, at karrieren ikke er så lige til.

## Medvirkende
| Skuespiller                | Rolle                  |
| -------------------------- | ---------------------- |
| Robert Hansen              | Viktor                 |
| Sofie Lassen-Kahlke        | Anja                   |
| Joachim Knop               | Peter                  |
| Rebecca Mira Dorph Granilo | Baby                   |
| Jonas Gülstorff            | Nikolaj                |
| Karl Bille                 | Torkild                |
| Mira Wanting               | Gitte                  |
| Johannes Lilleøre          | Buster, Gittes kæreste |
| Jens Andersen              | Arne                   |
| Kristian Halken            | Willy, Anjas far       |
| Inge Sofie Skovbo          | Jette, Anjas mor       |
| Tommy Kenter               | Brandmajor Larsen      |
| Jens Jørn Spottag          | Tobias                 |
| Morten Schaffalitzky       | Joakim                 |
| Thomas Levin               | Topper                 |
| Rikke Louise Andersson     | Liv                    |
| Søren Fauli                | Janus                  |
| Ellen Hillingsø            | La Cour                |
| Brian Nielsen              | Brian, vagt            |
| Lene Poulsen               | Receptionist           |
| Kirsten Norholt            | Jordemoder             |
| Søren Malling              | Tommy Jensen           |
| Martin Buch                | Arnold                 |
| Therese Glahn              | Ingrid                 |

## Eksterne links
- Anja og Viktor - Brændende kærlighed på Internet Movie Database (engelsk)
- Anja og Viktor - Brændende kærlighed på Filmdatabasen
- Anja og Viktor - Brændende kærlighed på danskefilm.dk
- Anja og Viktor - Brændende kærlighed på danskfilmogtv.dk
- Anja og Viktor - Brændende kærlighed på Scope
- Anja og Viktor - Brændende kærlighed på MovieMeter (nederlandsk)
- Anja og Viktor - Brændende kærlighed på The Movie Database (engelsk)
- Anja og Viktor - Brændende kærlighed på Filmaffinity (engelsk)